# Calophyllum austroindicum
Calophyllum austroindicum là một loài thực vật có hoa trong họ Calophyllaceae. Loài này được Kosterm. ex P.F.Stevens mô tả khoa học đầu tiên năm 1980.